# Doliola

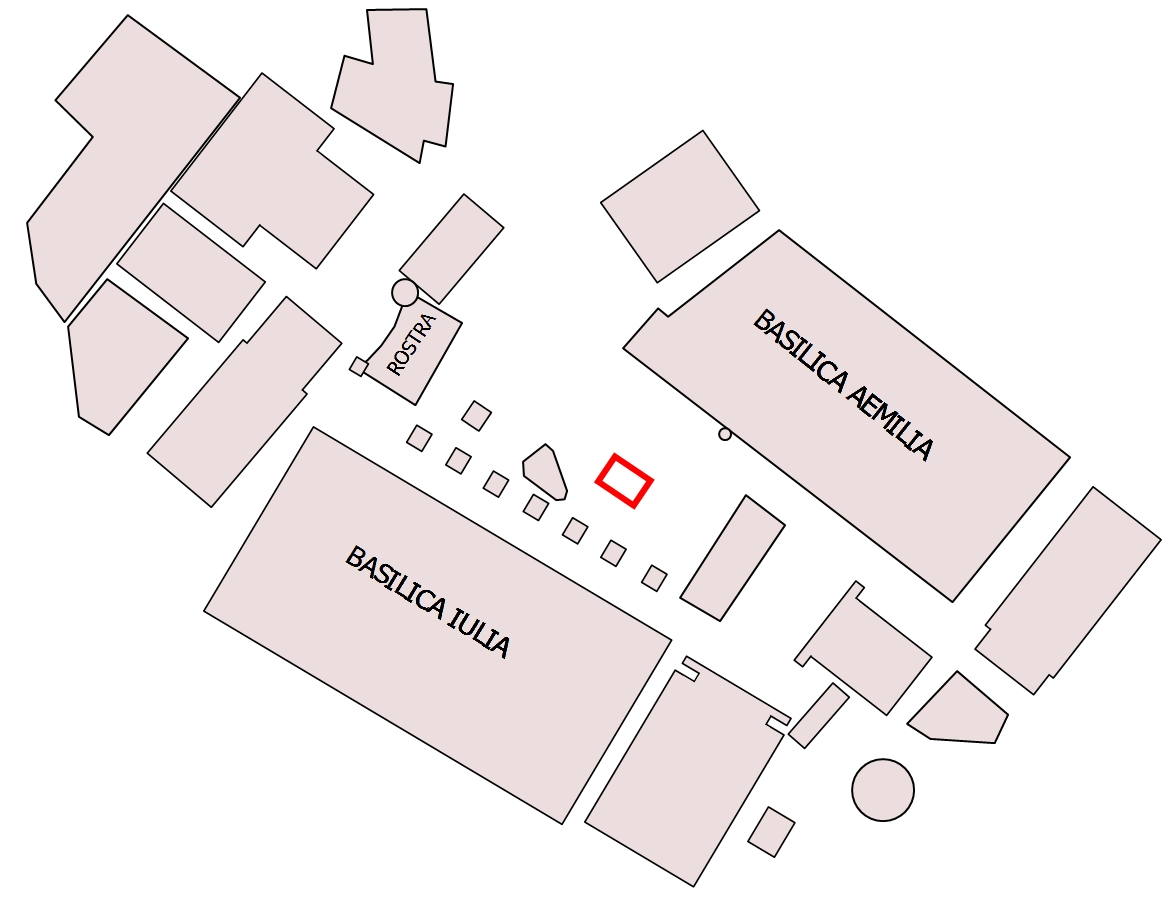
Vermutete Lage der Doliola nach Filippo Coarelli

Doliola (von lateinisch doliolum „das Fässchen“) war der Name einer Örtlichkeit im antiken Rom.
Laut Varro lagen die Doliola in der Nähe der Cloaca Maxima. Es handelte sich um vergrabene Gefäße, mit denen bereits für Varro verschiedene Geschichten verbunden waren. Entweder waren es Grabgefäße mit den Resten menschlicher Bestattungen (ossa cadaverum) oder die Gefäße bargen nicht näher zu bestimmende heilige Objekte, die einst dem König der römischen Frühzeit, Numa Pompilius, gehörten und nach dessen Tod dort vergraben wurden. Es war an diesem Ort verboten, auszuspucken, eine Sitte, die insbesondere der Abwehr von Übel galt. 
Livius zufolge dienten die Doliola als Versteck für Utensilien, die von den Vestalinnen beim Einfall der Gallier 387 v. Chr. nicht mehr in Sicherheit gebracht werden konnten. Der Ort des Versteckes war in seiner Version ein kleines Heiligtum neben dem Haus des flamen Quirinalis und auch zu seiner Zeit war das Ausspucken dort verboten. Den Zusammenhang mit dem Galliersturm stellt auch Festus her, lässt aber offen, Geräte welcher Gottheiten vergraben wurden. Im Bericht des Livius befanden sich die Vestalinnen auf dem Weg vom Tempel der Vesta zum Pons Sublicius, als sie die Gegenstände vergruben. 
Die Lage der Doliola ist ungeklärt. Früher nahm man an, dass sie auf dem Forum Boarium zu suchen seien, da der Fluchtweg der Vestalinnen wahrscheinlich den vicus Tuscus entlang und somit mehr oder minder parallel zur Cloaca Maxima über das Forum Boarium geführt habe. Da es denkbar war, dass sie menschliche Bestattungen enthielten, sollten sie zudem außerhalb des Pomeriums gelegen haben. Friedrich von Duhn postulierte hingegen ihre Nähe zum Tempel der Vesta. Unweit des Tempels nahm der vicus Tuscus zwischen Castortempel und Basilika Julia seinen Ausgang.
Filippo Coarelli und Klaus Stefan Freyberger verbinden die Doliola mit einem Fundament aus opus caementicium auf dem Forum Romanum. Dieses 11,70 × 6,20 Meter große Fundament besitzt drei rechteckige Travertinbasen mit rechteckigen Einlasslöchern und befindet sich direkt südlich des Standortes, der für das kolossale Reiterstandbild Domitians angenommen wird. In diesem Bereich unterquert die Cloaca Maxima das Forum. Andere sehen in diesen Einlasslöchern die Standorte dreier Säulen, die Augustus aus der Schmelze erbeuteter Schiffsschnäbel nach seinem Sieg über Ägypten hat errichten lassen.